# Khushi Ram
Khushi Ram je bivši indijski košarkaš. Nastupao je za Indiju na brojnim međunarodnim natjecanjima.
Za svoje doprinose Indiji u ovom športu je 1967. dobio nagradu Arjuna. 
Rodio se u državi Radžastan. Danas djeluje pri Športskom vijeću države Radžastan.